# Phonarellus minor
Phonarellus minor är en insektsart som först beskrevs av Lucien Chopard 1959.  Phonarellus minor ingår i släktet Phonarellus och familjen syrsor. Inga underarter finns listade i Catalogue of Life.